# Пармасто, Эраст Хансович
Эра́ст Ха́нсович Па́рмасто (эст. Erast Parmasto, 1928—2012) — советский и эстонский миколог, академик АН Эстонии, Заслуженный деятель науки Эстонской ССР, специалист по филогении грибов, а также по микофлоре тропических регионов. Почётный гражданин Тарту.

## Биография
Эраст Пармасто родился в Нымме близ Таллина 23 октября 1928 года.
В 1947 году поступил в Тартуский университет, в 1952 году окончил его по специальности биология. С 1950 года работал в Институте зоологии и ботаники АН ЭССР. В 1955 году получил степень кандидата биологических наук, в 1969 году — доктора биологических наук. После 1953 года он с перерывами преподавал микологию в Тартуском университете.
В 1957—1961 сотрудничал в редакции журнала Eesti Loodus (Природа Эстонии).
В 1971 году избран членом Исполнительного комитета Международной микологической ассоциации, с 1977 по 1983 был вице-президентом. В 1973—1976 возглавлял Эстонское общество естествоиспытателей, в 1988 году стал его почётным членом. В 1973 и 1981—1985 заведовал сектором в институте, между 1973 и 1981 был академик-секретарём Отделения химических, геологических и биологических наук Эстонской академии наук, с 1973 года — член президиума.
После 1985 года Пармасто занимался изучением дереворазрушающих грибов Вьетнама. Затем он работал над поиском и изучением грибов, перспективных к использованию для производства белков.
С 1985 по 1990 Э. Пармасто был директором Института зоологии и ботаники. С 1987 по 1995 он работал профессором Тартуского университета.
Пармасто работал в редакции многотомного «Определителя грибов СССР», был членом бюро Межведомственной комиссии по Красной книге СССР, а также редколлегии журнала «Известия АН Эстонской ССР. Биология».
Известен как популяризатор естественных наук. Опубликовал множество статьей в периодике, используя псевдоним Seenevana (Грибочник). Вошёл в составленный в 1999 году по результатам письменного и онлайн-голосования список 100 великих деятелей Эстонии XX века.
24 апреля 2012 года Эраст Пармасто скончался.

## Некоторые научные работы
- Исследования природы Дальнего Востока / под ред. Э. Х. Пармасто. — Таллин, 1963. — 308 с.
- Проблем изучения грибов и лишайников / под ред. Э. Пармасто. — Тарту, 1965. — 217 с.
- Пармасто Э. Х. Определитель рогатиковых грибов СССР. Сем. Clavariaceae. — М.—Л., 1965. — 164 с.
- Пармасто Э. Конспект системы кортициевых грибов. — Тарту, 1968. — 261 с.
- Пармасто Э. Лахнокладиевые грибы Советского Союза. — Тарту, 1971. — 167 с.
- Живая природа Дальнего Востока / под ред. Э. Х. Пармасто. — Таллин, 1971. — 240 с.
- Järva, L.; Parmasto, E. Eesti seente koondnimestik (эст.). — Tartu, 1980. — 329 p.
- Проблемы рода и вида у грибов / под ред. Э. Пармасто. — Таллин, 1986. — 194 с.
- Бондарцева М. А., Пармасто Э. Х. Определитель грибов СССР. Вып. 1. Семейства гименохетовые, лахнокладиевые, кониофоровые, щелелистниковые / под ред. М. В. Горленко. — Л., 1986. — 191 с.
- Parmasto, E. Danh mục bước đầu các loài ná̂m Aphyllophorales và Polyporaceae s. str. Việt Nam (вьет.). — Tan-lin, 1986. — 88 p.
- Parmasto, E.; Parmasto, I. Variation of basidiospores in the Hymenomycetes and its significance to their taxonomy (англ.). — Berlin, 1987. — 168 p. — ISBN 3-443-59016-0.
- Parmasto, E. Hymenochaetoid fungi (Basidiomycota) of North America (англ.) // Mycotaxon[фр.] : journal. — 2001. — Vol. 79. — P. 107—176.
- Parmasto, E. Pore fungi (англ.). — Tartu, 2004. — 224 p. — ISBN 9985-50-380-5.
- Parmasto, E. Ühe seenevana seenelood (эст.). — Tallinn, 2005. — 255 p. — ISBN 9985-3-1142-6.
- Parmasto, E. Eesti humanitaar- ja loodusteaduslikud kogud (эст.). — Tartu, 2008. — 239 p. — ISBN 9949-11-994-4.
- Parmasto, E. Ühe seenevana elupäevad (эст.). — Tartu, 2009. — 359 p. — ISBN 9985-77-357-8.

## Роды и некоторые виды грибов, названные в честь Э. Пармасто
- Erastia Niemelä & Kinnunen, 2005
- Parmastomyces Kotl. & Pouzar, 1964 [= Sarcoporia P.Karst., 1894]
- Amylodontia parmastoi Nikol., 1967 [≡ Dentipellis parmastoi (Nikol.) Stalpers, 1996]
- Haplotrichum parmastoi G.Langer, 1998
- Hymenochaete parmastoi S.H.He & Hai J.Li, 2013
- Hyphodontia erastii Saaren. & Kotir., 2000
- Hypocrea parmastoi Overton, 2006
- Phanerochaete parmastoi Sheng H.Wu, 1990
- Tomentella parmastoana Suvi & Kõljalg, 2009
- Vararia parmastoi Boidin & Lanq., 1984
- Vuilleminia erastii Ghobad-Nejhad, 2012